# David Astley
David John "Dai" Astley, född 11 oktober, 1909 i Dowlais, Wales, död 7 november 1989, var en walesisk fotbollsspelare och fotbollstränare.
Astley spelade i lag som Metz, Charlton, Aston Villa, Derby County och Blackpool. Han gjorde 92 mål för Aston Villa under 165 matcher. Astleys resultat för Wales herrlandslag i fotboll är 12 mål under endast 13 framträdanden.
Astley var även verksam som fotbollstränare; bland annat för Inter säsongen 1948/49 och Djurgårdens IF mellan 1950 och 1954.